# Лукьяновка (Омская область)
Лукья́новка — село в Одесском районе Омской области. Административный центр Лукьяновского казачьего сельского поселения.

## История
Основано в 1908 году. В 1928 году село состояло из 201 хозяйства, основное население — украинцы. В административном отношении являлось центром Лукьяновского сельсовета Одесского района Омского округа Сибирского края.

## Население
| 1926 | 2010  |
| ---- | ----- |
| 1014 | ↗1730 |

## Улицы
| - пер. Больничный, - ул. Городок, - ул. Коммунистическая, - ул. Комсомольская, - ул. Ленина, | - ул. Майская, - пер. Молодёжный, - ул. Новая, - ул. Советская, - пер. Центральный. |